# 支那思想及人物講話
支那思想及人物講話（しなしそうおよびじんぶつこうわ）は、安岡正篤の政治哲学書である。著者第一高等学校在学時より開始された中国思想史編纂の試みの出版時までの集成。新たに個々の各論の包含する問題に逢着しながら、書き溜めた文章を並列させて提供することにより、体系的叙述の完成に代えた。1921年（大正10年）に玄黄社から出版された。

## 概要
全12編。東洋の思想人物研究の第1巻。12編中10編は初出。2編、楊子、墨子は、言論雑誌『日本及日本人』に掲載済み。
- 第1編支那思想及び人物研究に就いて(1)は、第1章日支関係の一考察、第2章支那思想界の覚醒、第3章日本の支那学。
- 第2編支那思想及び人物研究に就いて(2)は、第1章現代の頽廃的習気、第2章人物研究に依る生活の開拓、第3章人物研究の態度。
- 第3編儒家政治思想の根本問題は、第1章序、第2章神学的法理思想と拜天思想、第3章天と政府と民衆の関係、第4章孟子の君臣論、第5章鄧牧心及び黄南雷の君主論、第6章鄧牧心及び黄南雷の官吏論、第7章儒家の理想と尚古癖論。
- 第4編墨家の社会思想及び其の運動は、第1章序、第2章平等愛と相互利益、第3章平和主義、第4章平和運動、第5章墨者の領袖――鉅子、第6章富国論と人口増殖論、第7章墨家の変遷。
- 第5編楊子の解釈は、第1章序、第2章彼の性情と老子の感化、第3章自然に帰れ――彼の快楽説、第4章私有の排脱と生死の問題、第5章個人主義と其の超人。
- 第6編荘子の死生観。
- 第7編韓非子如是説は、第1章国勢隆替の原理、第2章政治の実情と時代政策、第3章権力論、第4章刑罰論、第5章君主道。
- 第8編敬慕すべき凡人白楽天。
- 第9編流離の間に於る天才蘇東坡。
- 第10編鉄人宰相湛然居士。
- 第11編高青邱詩日記。
- 第12編偉人曽国藩の内面生活

## 第1編の内容
中国（支那）問題がある。第一次大戦以後の時代にあって、日本と中国とは互いに反噬して止まない。中国研究とくにその実精神文化の研究は飽く迄も日本の独擅を許されるべき性質のものである。この機微が中国問題解決の最要の秘鍵である。
中国の典籍は、一般から遺却されようとしている。しかし、そこには偉大な文化、東洋固有の価値ある思想があるのであるから、現代化、民衆化して自由に親炙できるようにしたい。中国学の典籍の国訳事業のみでは不十分で、新しい文化的素養のある人々がその文化を現代に復活させなくてはならない。中国思想界の側も1917年（大正6年）頃から北京大学を中心として文学革命なる新思想問題が流行し始めた。しかし、ここには外来思想の謳歌者が多く、必然的に新旧思想の衝突を招いた。本来、中国は何千年の間文化的に他の奴隷となったことはない。自己の裡にも偉大な文化を蔵して居るのだから、泰西思想のために精神を奪われて内省を失うのは危険。進んで都会文明を利用して、その沃野に偉大なる経営を施すべきである。
日本の中国学は、新時代の思想学問に親しまず、民衆の要求を察せず、古人の学問をそのままに伝えて独創的研究がなく、依然として旧時代式表現を用いるという4つの欠点のために、現在1921年（大正10年）の哲学文芸の盛んな日本にあって、世界の哲学文芸の新知識を活用して極東民族固有の精神文化を開拓することに努力していない。

## 第2編の内容
19世紀末以来20世紀初頭の大動乱を経て、現代の頽廃的習気は社会に影響している。影響の下にある人間の特徴は7つ。第1に、道徳観念の著しい動揺と錯乱。第2に、利己の欲望の強烈なこと。第3に、一時の衝動に駆られやすく、感じやすい。第4に、無気力で全く精進を欠く。第5に、次から次へと終始何かしら刺激を要求して新しがる心理がある。第6に、官能偏重の生活。第7に、何事にも懐疑し、信仰がない。我らは早く覚醒しなくてはならない。
およそ人間の精神は常に彼を慰め、彼を導くべき何者かの権威を要するものであり、精神的権威を求むる心、換言すれば師を求むる心は、我々の人格のためには最も根本的な、最も太切な要求である。自己を如何するかは永遠に新しくかつ痛切な問題である。現代人ほど彼自身を求めて居る者も珍しいであろう。その彼の性、彼の我を照見し、之を涵養し完成してゆくには最も切要な方法は師を得ることである。ただし、その師は、我等の隠れた内在の性或いは我に通ずる路を開き、之を発育させてくれる師である。我は何であるか、我は真実に何を有つかを教えてくれる師である。向上の念のある者ならば、先ず深く他人の人格行為を研究せねばならない。人物研究の目的は研究者に依ってそれぞれ異なるが最も深い意義は常に向上のための生活の開拓に在る。20世紀初頭の大動乱の戦後の建設のための当為である。
人物研究において対象を取り扱う際には、その対象が如何なる情調を通じて表されるかに要所がある。価値ある情調に薫ぜられて現出するとき、一切のものより尊い意義が迫ってくる。道徳家が、対象を非常に喧しく極限する態度は、これを採らない。自分の伝えんとする人物を熱情的に過度に粉飾してしまう浪漫派や、冷淡な客観的態度で、人物の暗部にメスを振るう類の自然主義派とは異なる第三の態度の人、中正派あるいは人道派ともいうべき、神格化も獣類化も排除した人間としての温かい眼であらゆる善と悪とを認識する、悪と醜とは要するに善と美とによって浄化さるべきもの、高揚せしめらるべきもの、人間はいつか天国にまで向上すべきものという理想の下に厳正な批判を下す、真実に人物を研究する、師を求むる心に至醇な、自己を完成するに至誠な、衆生とともに病む底の人でなくてはならない。中国人物の研究にこれまでわが国は疎遠であった。日中相互の間に温かい感情の流露がなく、わが国人には昔から中国に対して悪感情が潜んでいた。我々が最新最良の手段を尽くして、わが国ではなく東洋の精神的文化を開拓しなくてはならない。私の立場からは専ら中国の思想と人物との研究をし出した。中国の人物ほど今まで真相の分からない者はない。全く人間的研究を欠いている。我等が先人を伝えるに当たっては、その人は天稟何を与えられていたか、如何にしてその与えられたものを育てていったか、それとも傷ってしまったか、彼等の涙と笑との混じった生活、光と陰との交錯した一生、彼等の遭逢した意義深い出来事、彼等の考えたこと、為したことなどをできるだけその人に為って、我等の人生に痛切な様に、観察し批判し記述して行かねばならない。

## 第3編の内容
第1次世界大戦以来我々を痛感させる社会現象は、社会のあらゆる方面に於る道徳的進歩である。社会の道徳的自覚と従ってその制裁が偶々厳正になったがためで、私はそこに却って動かすべからざる社会の道徳的進歩を発見する。道徳の根柢は自覚にある。自覚の伴わぬ行為は決して道徳的とはいえない。その自覚の発達こそ即ち現代の道徳的進歩を雄弁に語っている。孔子の精神は春秋の乱世に当たって、社会の道徳的秩序を恢復し、人間の理想的社会生活を道徳的国家に於て実現せんとしたのである。孔子は現在紛乱せる社会にまだ一脈の恢復すべき秩序の生気を認めて、そして周室を中心とする社会階級の統整を企てた。彼は彼の時代に於て極端なる改造運動のなお更社会を救いようもない乱脈に陥れることを恐れて、先ず現在の社会状態をそのままにできるだけ収拾し、そこに新たなる道徳的活動を実現せんとした。ゆえに彼は大義名分を以て階級の自覚を喚起し、礼を説いて生活の放肆を矯めようとしたのである。そこで第一に君臣の義が厳しく説かれた。臣の道即ち忠は、子の道即ち孝と併せて儒家の根本信条となり、後世儒教といえば直ちに忠孝を想起せられ、それが特に我が国に入るに及んで、国情との契合がその驚くべき発達を生じたのである。真正の儒家がどういう風に政治を解し、統治機関を観察して居ったかを公平に述べるのは、儒教の解釈のために極めて必要なことと思う。
中世キリスト教の流行とともにローマ教会に属する僧侶の唱導した神政主義や神法主義のことを神学的法理思想、と呼ぶ。腕力の勝つところは外面的服従に過ぎないから、これを更に内面的に服従させねば、到底長き真の服従を得ることができない。腕力に依る服従を内燃的に把握する、即ち叛逆を叛逆たらしめずしてこれを易世革命とするためには、要するに神意を振りかざして現権力者の意志を否定するが一番である。ゆえに神学的法理思想はこの意味に於て革命的思想、権力者の側より言えば、油断のならぬ危険思想であろう。中国独特の拜天思想は政治上これと同じ意義を有する。元来天なる語は、簡明に説明すれば、有形的意義に於ける天、即ち我らの日常仰ぐ天と、無形的意義に於ける天とに二分される。無形的意義に於ける天は、万有を創造し支配する最高絶対のもの、或いは自己を実現せんとする一般者というような観念と、法則或いは運命を指す観念との二種を含んでいる。穿藍袍的老天爺（藍袍の長者の意味）などと擬人的に視ることもある。その万有を創造し支配する最高絶対者、自己を実現せんとする一般者が蒼天にその徴を表せるものとして、民族的に天を信仰し、これを祭った。人間も天に依り造られた、天の支配に生きるものである。天の法則、天理或いは天道に外れ、天の命に背いた者は到底生存することはできない。代々の権力者は皆この天命を真っ向に振り翳すことに依り首尾好く天下を掌握し、またその天命を空しく他に利用せられたためにその権力を奪い去られた。もし万乗の天子といえども、天子＝天の元子という文字の示せる如く、常に天に対しては隷属的関係に立つものであるから、民族独特の拜天思想こそ一面に於いては実に主権者の最も油断のならぬ革命思想、危険思想といわねばならない。
儒家に依る。万物は生の泉を天に汲む。天は万物を創造して生成進化の因を与える。人も生を天に享ける。ただし、自然に放置すれば種々なる障害のためにその生を全うすることができぬ。天は生民を統制してこれを支配し、これを誘導するように生民の元首を定めた。元首は人民に対して支配者であると同時に教育者でなければならぬ。聡明で有徳なることを要する。天命を奉体して、民の生を全くするに努力する哲人を称して天子という。天子ほど尊い職分はなく、人民は天子に対して絶対に敬を致さねばならない。さて、或る人が天子であること、天命の存在は何に依って知ることができるか。何が天命を代表するか。生民が天命を代表する。天は民を生じ、その生を遂げしめんがために天子を命ずるから、必然に天命は生民の輿論となって表現せられる。民心が或る人に向かって傾くとき、厳かなる天意が啓示されている。民心が天子より離反したときは、天はその天子に与えた命令を撤回したことを啓示している。是の如き天子を殺すも、決して君を弑するのではなく、一夫の紂を誅するのである――孟子――。この思想は一種の暴君討伐論である。ただし、西洋の暴君討伐論は以下の如し。君主の統治権は君民間の契約に依って発生するものであり、人民は君主が人民の安寧秩序を保持し、福利を増進すべきことを条件として、之に主権を委託し、之に服従を約したのであるから、この条件を遵守しない君主は最早暴君である。人民は是の如き暴君を討伐する権利が無ければならない――ユニウス・ブルツス、ジョージ・ブキャナンら――。これに対して、中国の暴君討伐論者は、天子は天の命を享けて生民を支配し、教育する。天命は民意に依り代表される。民意を失い、天命に背ける天子はすでに天子ではなく匹夫である。ゆえに代わって天命を享けた者が之を討伐するも何の不可は無い、と論ずる。両者間には用語的差違はあるだけで、討伐の正当なることを認める実質に差違はない。そこで中国の天子の位置は極めて不安なものである。天命の死活は実質民意に在る。しかも民意は常に厳正なものではなくて、一度事変に遇えば、煽動政治家のために動乱を招きやすい。ゆえに天子たる職分は神聖であるが、天子の地位は決して絶対でも不可侵でもない。欧州における如き王権神授説は中国では唱導の余地がない。中世ヨーロッパの帝王は皆無条件で神から特権を授かったようであるが、中国の天子は頗る厄介な附款を附せられた。中国では国家存在の理由及び統治権の根拠を一に天意に帰して居る。従って、天子は天の機関（孟子のいわゆる天吏）、生民の側より言えば、統治の最高機関である。天下は決して天子の私有財産ではなくて、生民の公物である。明末の碩儒黄南雷（宗義）などは、天下は元来天下の天下であるものを、これを私有財産としたのは秦の始皇に始まるものだと喝破している。すでに天子が統治の最高機関である。機関とは国体を代表してゆくものの謂であるが、常識的に言えば国体の役員である。天子は人民の高等使用人であるとも言える。官吏もまた、決して君の命令なるがゆえにその職に当たる者ではない。君主の選任に依り、生民のために、無定量の勤務義務を負う者である。その勤務は自己が鞅掌する範囲内の事務に就いては、私心を去り、心身を尽くして、無限に生民の安寧福利のために努力すべき義務を負うて居る。究竟するところ君主も官吏も同じく機関である。官吏にあっても、当然生民のための官吏であって、民に比すれば君は軽からざるを得ない。官吏たることは君王の選任に依り、君王の意志を帯びて、統治の作用を輔佐し、完了するものであるから、上に対して従順の義務を負うべきは勿論である。しかしながら又いかなる場合に於ても常に上の命令に従順なるべきものとして、換言すれば、悪法もまた法とし、不法命令もなお君命として常に服従すべきものとするは、これ明らかに官吏の本文に悖るものである。君は天の命を享けて、民の生を育成する機関であり、官吏もまた之に準ずべきものゆえ、民の生を進むるに於て始めて君王の法であり命である。民本思想は中国民衆の最も根本的な政治思想である。表面は一切を天意に帰するけれども、いわゆる民の声は天の声で、天の命は民意に依って代表されるのであるから、人民は思想的に非強な強者の地位に在る。ゆえに暗君は常にいかにして自己の左右を荘厳にして、以て人民を幻惑せんかと心を悩まし、名君は常に王道の大成に専ら力めるのである。中国の人民は昔から悪政批難、呪咀に喧しい。必ずしも政体の如何に拘泥するものではない。行政組織が如何なろうと、何人が天子、宰相となろうと如何でも好い。生民の福利如何が唯一の問題である。専制的、圧迫的といわれる中国の帝政時代に、反って乱暴な程擅に言論が戦わされたことは確かに史上の奇観である。言論の自由も圧迫も両方とも中国では面白い程徹底して居た。
孟子は民本思想を最も露堂々に力説した第一人者である。中国政治思想の一貫した理想である哲人主義的民本政治の代表的主張者といって好い。国家の要素たる人民と土地（社稷を以てこれを表徴する）と主権者との中で、人民を第一要素、土地を第二、主権者を第三とした。天は人民の生を全うせしむるために土地を与え、主権者を命じたのである。天の丞民を除斥して統治の作用が在るべき理由はない。生民が国家社会の第一要素、生民が存在する以上、先ず生を託する土地を要する。人と土地とあれば、主権者は無くとも生成の作用は営まれる。最後の主権者が、生成の作用を統制し、完成する。ゆえに主権者たる天子は民よりは軽い。天は生民の輿論に依ってその意志を啓示し、生民に主権者天子を定めたのであるから、天子は結局人民の心を得なければ天子とはなれない。天子は生民のために、天の下命に依る天吏である。天吏が生民のために、天意を奉体して自ら選任するものを官吏（臣）という。ゆえに官吏は間接に天に対して生民のために統治を行う責任を有って居るのである。その天吏（及び官吏）が存在の意義目的たる如何にして生民の安寧秩序を確保し、福利を増進するかの道を王道といい、これに反して、吏たる地位を利用して、私の野心のために人民を手段に供して福利を謀るを覇道と称する。孟子の最たる抱負は王道の大成に在った。当時斉の宣王に宣伝を試みたのはその目的に出でたのである。王道は生民の死活に関る問題で、王者及び官吏たることは人間の中で最も大切な尊い職分である。両者が人民の最上の尊敬を受くる真の理由はその道徳的理由に無ければならない。それだけ行動を壊ることは又最も憎むべき罪悪となる。孟子暴君討伐論の発生である。宣王は君主たる地位を以て神聖不可侵視し、神聖不可侵が君主の道徳的職分に在ることを忘れていた。湯王が桀を、武王が紂を伐ったことを内心奇怪に思った。孟子はその謬想を喝破した。「仁を破る者は之を賊と謂い、義を破る者は之を残と謂い、残賊の人は之を一夫と謂います。武王の如きも一夫の紂を誅したので、君を弑したと謂うべきではありませぬ」と。真の君主の成立条件を仁義なりとした。同様に臣の道を峻烈に説く。宣王との問答。昔は天子諸侯皆その下に今の国務大臣或いは顧問官に相当する卿を置いた。卿という字が章或いは嚮と同意で、道を明らかにする、或いは人心の帰嚮することを示す字である。従って王とともに天人に対して非常な職責がある。ただ孟子に依ればその卿にも自ら君主と血統を同じゅうする貴戚の卿と、そうでない異姓の卿の区別があって責任の程度が異なる。しかし一様に臣列は臣列である。宣王の眼中には畢竟臣列があるのみである。王は孟子に卿の責任を尋ねた。先ず貴戚の卿の責任を尋ねた。「君に大過あれば諫めねばなりませぬ。もしいくら諫めても聴かれねばもはや止むを得ぬ、君主を易えるのがその職責です。」王は顔色を変えた。次に異姓の卿の責任を問うた。「君に過あれば諫め、いくら諫めても用いられねば、辞職して去らねばなりませぬ。」孟子は統治の機関という点に於て、君臣を平等に考えたのである。筆者私見に於て、これらの思想は中国の国体として何等の奇もない。彼が君臣の義を重んずることと、その民本思想とは決して矛盾するものではない。孟子の思想は孟子の思想としてそのままに、飽く迄もその中国独特の妙味を失わぬように活かさねばならない。
宋末の処士鄧牧心、明末清初の大儒黄宗義の思想。牧心は儒家には非ずとの説もあるが、彼の思想は飽く迄も儒家である。哲人主義的民本思想の主張者である。ただ時代の頽廃に対する反感と憂慮とが一言現在制度の否認に度っているに過ぎない。古、天下の統治権を総攬して生民を支配した者は、止むに止まれぬ場合に始めてその局に当たった。君王となることは寧ろ甚だ苦痛で、決して快楽ではなかった。生民は自己に対してその安寧秩序を確保し、福利を増進するために様々な施設を要求するが、自己は人民に対して何等求むるところも無い。君王も生民と異ならず、衣も粗末であった。住居も敢えて輪奐の美を飾るではなく、万事民衆と何等択ぶところは無かった。そして自由に民衆と接触して、彼らの生活を規制して行った。民衆も君主に服従することを苦痛とはしない。しかるに一度秦王政が現れて、封建制度を破り、天下を統一してからは、天下を挙げて自己一身の享楽に資し、漫に王権の拡張を謀って、詩書を焚き、法律を万能視し、また万里の長城を増築して、只管王位を確保することと、その身辺を荘厳にすることばかりに腐心した。その結果は却って民衆から孤立せねばならなくなって、勢い君主は宛も臆病者が小判を懐に隠して、人に攫われるのを怖れるような不安な地位になってしまったのである。専制君主政治を自ら容すならば、革命や反乱を否認する理由は無い。専制治下に於てはどこに順逆の常則があるか。不幸にして破れたならば逆賊であるが、首尾好く勝てば一躍して帝王となるのである。いやしくも一国体を統制する者であって、国体の進歩発達を思わず、智者は愚者を欺き、強者は弱者を凌いで、ただ私利私欲を営むのみでは、到底未来永遠に天下の乱は鎮まらないであろう。この言は今更の如く今日の中国、否世界に適中している。牧心は個人主義的専制君主を以て大盗の如くみなした。ただ中国人である彼は決して君主そのものを否定してはいない。飽く迄も天下は天の命を享けた聖人が現れて、蒼生のために一身を犠牲にして統治の局に当たるに非ずんば、到底永遠の平和は得られぬことを確信して居る。黄南雷の思想もまた牧心と異いは無い。君主の地位の決して享楽の天地たるべからざる理由を説く。社会倫理のまだ発達しない古代にあっては、人は自ら利己心に依って動くものである。「公共の利益」を興したり、「公共の害」を除く等のことを個人がなすものではない。一人の人があり、自己一身の利益を以て利とせず、自己一身の害も害としないで、更に眼を高うして公共の利を謀り、公共の害を除くことに努力するならば、その人は即ち君主たるべき人である。君主の勤労は大きくて、しかも自己は敢えて利益を天下に求めるのではないから、畢竟君主の地位は人情の自然に拒否する道理である。是の如きは君主の起源及びその本質であり、又かくあるべきが理想の君主なのである。後世の君主は皆自己の利害を以て天下の尺度とし、利益は総て自己に集め、損害は悉く民衆に帰して顧みない。かつ擅に民衆を束縛して、民の営利行為を放任せず、自家の事を以て天下の公事と称し、天下を自己の私有財産とみなして、これを無窮に子孫に世襲せしめて享楽さそうとする。私有財産と見るに止まるならなお好いが、惹いて古彼の孟子のいわゆる民を貴しとなす。社稷これに次ぐ。君を軽しとなす先王政治の根本主義を覆して、君を貴しとし、民を軽んじ、君主の私財を増加し、淫楽に奉ずるために生民の衣食を剥ぎ、その子女を離散せしめて未だ曾て顧みぬ如きに至っては、君主は寧ろ社会の大害毒といわねばならない。立君の意に決して決して是の如きことを容さない。君主は統治の機関である。機関たる本質に於ては決して官吏と異ならないが、ただ一切の官吏の上に位する最高の機関である。君主が民の声に依ってかの天命を受け、天意を奉体して生民を化道するところに君主の絶対的権威がある。南雷もまた明らかに哲人主義的民本政治論者で、この思想は取りもなおさず儒教の根本思想であり、又実に中国民族の信念である。
鄧牧心の官吏論はまことに峻烈である。官吏を以て君主と同じく統治の機関とし、君主と官吏とはただ上級と下級との差有るのみで、毫も差違を認めておらぬ。先ず官吏に人材を招致し難かるべき所以を説く。昔、治者と被治者との関係が密接であった時分は、官吏の数も少なくて済んだ。それには才能も勝れ、徳も高い人物を択んだ。しかし是の如き人物は中々官吏になることを承諾してくれない。往々にして彼等は名山深谷に思索的生活を逐うた。官吏となるものは皆止むを得ぬ義理から出たもので、自ら至誠至公の態度を以て民衆に接し、その結果民衆の受くるところの恩沢は実に尊いものであった。しかるに後世の官吏はそうではなく、到底官吏たる資格の無い者、むしろ民を害するような人間を拉してきては逆に民を牧せしめ、しかも民の乱れることを懼れるのである。しからば一体如何すれば好いのか。要するに真個の人材を選任するより他はないのであるが、人材を得ることができないならば、もはや止むを得ない、大臣も局長も知事も郡長も一切廃めて了って、天下をして自然のなり行きに放任してみるのである。その方がなお現状には勝るであろう。官吏の頽廃を憤る情熱は茲に至って敢然として無政府の状態を是認せしめた。彼は、結論に於て著しく人生楽観者である。しかしながら勿論無政府主義者ではない。飽く迄も哲人政治の謳歌者である。アリストテレスは国体を三種に分けて、1.Monarchy、2.Aristocracy、3.Politeiaとし、それらの堕落したものをそれぞれ1.Despotie、2.Oligarchie、3.Democratieと称した。牧心の思想は前者の1.を表とし、3.を裡とし、その円融した哲人政治に在ったので、後の三種の腐敗政治はむしろ無政府に劣ると考えたのである。黄南雷もまた官吏と君主とに何等本質上の差違を認めて居ない。統治の内容は複雑であり、到底一人で統治の実を挙げて行けるものではない。百官を置いて分治する。官吏は「分身の君」である。さらに論ずる。官吏の出でて仕えるのは天下のためにする。君一人のために仕えるのではない。万民のために働き、一姓のために働くのではない。官吏は常に公共を念とし、公共の利益でなければ君主の厳命といえども服従してはならない。大臣といえどもまた然りである。官吏は常に君主の命令といえども厳にその内容を審査せねばならないという議論である。今日の法律論でも、官吏が上官の命令に服従すべき限度に就いての問題はかなり争いのある問題である。南雷説に依れば、君主と官吏との関係は上級官吏と下級官吏との関係に準ずべきものであるから、前記の争いは同じく後者に移して考えられる。多数の学者は官吏はその職務命令の内容が適法であるか否かに就いては全く審査権を有たないと論じて居る。例えばラーバンドも、官吏は正当なる形式に遵って発せられた命令に対しては、その実質の適法であるか否かを審査する権が無いといって居る。これに対してステンゲル等は、官吏はただ憲法及び法律に遵う義務はあるが、違法の命令に遵う義務は無いとして居る。（当時の中国に固より今日いわゆる憲法や法律は無いけれども、しかし今日とは異なった意味で不文法も制定法もあったことは変わらない。）南雷は当然官吏は君主の命令を審査して、その違法なるものを拒否すべきものであると論じて居るのであるから、彼の説は即ちステンゲル等と相応ずるものである。しかし官吏に是の如き強大な自由裁量権を認むることは今日の法律上より言えば実に官吏の階級を顚倒するものであって、その誤謬は明らかであるが、官吏を以て分身の君とみなし、あまり階級の権現を認めぬ者にあっては当然な議論といわねばならない。ただ彼の議論は政府当局者に取っては飽く迄放漫な議論で、それでは統治者の命令に統一が全然行われなくなって了うわけである。これは臣道を論ずるに重大な問題であろう。さらに論ずる。官吏は君のために設置せられたものであり、君主の委任に依って君主のために天下を治める、君の官吏であるとするのは、政治の堕落する第一歩である。別の方面より言えば、君主と官吏との関係は師友の関係でなければならない。官吏は君主とその道を等しくする師友であり、師友に要求するところは、労働ではなく、道徳である。腐敗政治を控えての彼の議論は確かに一世の人士に対する警鐘であり、その思想の本質は儒家として何等奔逸したものではない。熱烈な民本主義者であり、最も輿論を重んずる。真の輿論、従って天意は、賢人に依って代表されねばならぬことを確信して居た。賢人は能く自然と人生とを貫く法則を洞察し、これ無くして生きることのできない点に率う人である。賢人は道を体得した人である。この人こそ万人のために謀って克く忠なる人である。彼は是の如き賢人、要するに碩学大儒を集めて大学を作り、これを政府から独立の地位に置いて、ここで真の輿論を代表して政治の運用を指導し批判したいと考えた。彼もまた哲人主義者である。
儒家に対する誤解がある。儒教は社会的階級の儼存を是認し、従って個人主義的国家の対立を肯定し、その結果自ら軍備の充実を主張し、民衆の自由幸福を制限することを容認するものであると一般に考える。儒教と言えば直ちに頑迷不霊な外面的形式的道徳を説くものと独断する。儒教の本質と、その変態的産物たる迂儒魯叟の思想とを混同した謬想に過ぎない。儒家の理想とする社会は、深い思念と、正しい勇気と、陰りの無い愛に富んだ真の国家主義者、社会主義者、哲人主義者等こそ最も善くこれを理解し得るのである。元来生に執着することの甚だ深い中国人は、社会生活あるを知って、国家生活に関知せざらんとする民衆であった。彼等の知識階級、殊に儒家はこの民衆の自由と幸福とを確保する理想国の実現を最大の理想とした。元来中国民族は一面非常に想像力に富んで居るとともに、一面また極めて実感的な人間である。事実を掴まねば承知のできない中国人は理想を単なる将来に懸けて置くことができない。彼等の信念では、理想はすでに古聖王の代に於いて実現せられてあったものを、人心の堕落に因って是の如き現実の世界に立ち到ったと観ずる。ゆえに彼等はこの現実の醜苦な世間を複び古聖賢の世に還すには、一に人間の道徳的向上を待つより他は無いとした。ちょうど西洋の神学的観念である。中国人の「尚古癖」を筆者は是の如くに解して居る。そこに興味の深い民族心理の機微を覚える。自由なる人格と民衆の幸福を確保する哲人政治の国家を実現することが儒家の理想である。この理想を立てて、これを実際政治上に実現してゆこうとするものを王道という。ただ人格の問題も幸福の問題も、生活の不安を先ず去って了わねば到底空論に終わる。政治の第一要件は生存権の確保である。ゆえに孔子も政策の樹立を説くに経済生活の安定を第一とし、止むを得ねば軍備を犠牲にせねばならぬと説いた。孟子も農業や林業や漁業を盛んにして、生活の条件に欠くる所の無いようにすることが王道の始めであると論じた。しかし生存権の確保だけではまだ個人主義、利己主義の社会をそのままに放任することはできない。なお財産の私有、階級の対立と競争等から生ずる厄介な問題がある。是非とも倫理的規範を確立して、民衆の行為を道徳的に反省せしめ、信義の観念を養成せねばならない。禹湯文武周公等はこの意味に於いて大政治家である。小我を中心として信義の原則の行わるる社会を近代儒家の一派は小康の世、または小一統の世、或いは升平の世といい、これはさらに進んで大同――大一統――太平の世とならねばならぬ。小我が消滅して、大我が活きるところである。各国家も公政府の下に統一せられ、その個人主義的色彩を消失して渾然たる一大世界国をなすものである。これが儒教の理想であると説いて居る。孔子の儒教が今日是の如く発展してきたことを筆者は正当なる成長と思う。

## 第4編の内容
乱は何によりて起るかを察するに、相愛せざるより起る。春秋の末に於て、最も当時の人間の良心を沸騰せしめたものは墨子の思想及びその社会運動であろう。中国思想の淵源は先秦時代に在る。この時代でも確かに墨子と先進孔子との思想は社会生活上最も偉大なる意義と影響とを与えて居る。両者ともその遠大な社会的理想と、確乎たる道徳的信念と、及びその信念に基づいて理想を実現せんとする情意の純潔と、努力の熱烈で不屈不撓な点は全く人文史上稀に観る驚異である。当時に在ってはむしろ墨子の思想の方が社会を動かすに勢力があった。孔子の終局の理想は徹底した道徳的社会の実現に在ったが、彼はその手段上できるだけ現実の社会の矛盾を包摂して、これを浄化し向上せしめて行こうとした。それがために彼の思想は往々相反したる両端の何れにも不徹底の場合が少なくなかった。それから見ると、墨子は彼の徹底せる道徳的社会の理想を端的に実現しようとした点に於て、よほど痛切な影響を人心に与えた。孔子に於けるよりも一層直接にかつ深く人間の物質的問題にも触れ、また孔子及びその弟子たちのむしろ学者的、或る意味からいえば貴族的な矜持に対して、墨子及びその弟子たちの実務的、平民的態度がより多く実際に著しい影響を与えた。
墨子の思想及びその行動の根柢をなすものは、中国独特の天に対する宗教的信仰である。天は言うまでもなく万物創造の神であると同時に、彼に取ってはまた、彼も彼の愛する社会も、これなくしては生くる能わざる、生くべからざる唯一者であった。天は即ち愛であり、正義であった。人間の社会は当然正義と愛との統治でなければならぬ。天志篇に説く。「世間の知識階級は矛盾して居る。家族の者が家長に対して罪を犯せば、なお隣家という避難所もある。しかし彼等は甚だ慎んで罪に触れることをしない。国民もまた君主に罪を得れば、隣国に避難することもできる。しかし彼等はなおさら厳にその身を慎むようである。逃げ隠れの場所があってもそれ程慎むならば、もし逃げ隠れのできない者即ち天に対してはますます大いに謹慎せねばなるまい。しかるに知識階級は、この天の事までは思いが及ばず、少しも天を畏れることをしない。矛盾である。天は何を欲し何を憎むか。世間に「義」があれば進歩があるが、義が無ければ滅亡である。天は生成進化を愛し、平和を愛する。ゆえに天は義を欲し、不義を憎むものであることを知る。義とは正すことであり、上の在るものが下に在るものに作用することでなければならない。そこに階級の存在意義がある。正すことに於て、天子が最高の地位であることは言う迄もないが、その天子もまた天の正すところであることを知るものはまことに少ない。ゆえに禹、湯、文、武の諸名王は天が天子を正すゆえんを民衆に明らかにするために祭天という式を行った。人間に在って最も富みかつ尊い天子だにそうである。苟も富みかつ尊くなりたい者は、必然に天意を奉体し、これに順わねばならない。天意に順うとは、愛と利益とを平等にすることである。天は万人に皆生命を与え、生活の資料を給し、これに光を恵んで居る。天が万人を平等に愛し、これに利益を享有せしめて居る証拠である。また一人の罪なき者の生命を奪えば、必ず己に一の不祥が起こる。天の罰であって、天が万人を愛せることはますます明らかである。天意に順うて、万人に愛と利益とを平等に確保する政治を義政（道徳的政治）といい、しからざるものを力政（圧制政治）という。」治者と被治者との階級がある。天子、公侯、将軍大夫、士、庶民等の階級がある。それは物質的ではなく道徳的にどれだけ違うかの差別でなければならない。物質的社会生活の平面図を作る種別でなくして、道徳的社会生活の層々発展する立体関係をなすものである。総ての階級は皆唯一の天を標準とし、これを統一原理とする。墨子の必然に要求した社会は是の如き階級の社会である。内部的に観れば、平等愛の光被する天地である。しかるに現実世界にはまだこの愛の光被がない。兼愛篇に説く。「聖人は社会を治めることを以てその職分として居る。社会を治めるにはその紊乱の原因からつきとめてかからねばならない。紊乱の原因を察するに、人間相互に「愛」を欠くからである。もし社会に相互愛が行われて、人を愛することその身を愛する如くであったならば、不孝も不慈も有ろうはずなく、盗賊もまた跡を絶つであろう。他家を見ること我が家の如く、他国を見ること自国に等しかったならば、大夫が互いに他家を掻き回そうとすることも、諸侯が互いに他国を攻伐することも皆止まるであろう。ゆえに社会の平和を確立せんとするものは先ずこの愛を人間に向かって説かねばならない。」墨子に取っては、かかる信条の実現も極めて公明なかつ容易な問題であった。平和は人間に取って最も利益なるがゆえに、相愛することはつまり相利することであると力説して、次のように説く。「世間の識者は自他平等に愛するということは非常に善い。しかしその実現は至難なことであると言う。しかしそれは自らの無理解を示すものである。人人相互に愛と利とを等しく分つことは、我が行えば人もまた必ずこれに報いる。何の困難なことがあろうか。ただ為政者がこれを政策に採用しないのと、知識階級が身に実行しないばかりである。荊の霊王細越の風を愛す。荊国の士腰の肥大を恐れて三飯を最大限とす。越王勾践勇を好み、臣を武断的に養成すること数年、宮中に火を放ちこれを試験し、鼓譟して軍隊を指揮す。軍人皆狂熱して毫も死を顧みず。晋の文公粗服主義を採る。士悉く粗服を纏うて参内し些かも耻ずる色無し。皆民に取って困難な問題であるが、為政者の方針に依っては如何でもなる。まして兼愛交利（互いに愛と利とを等しく分かつ意）の実現しやすいことは殆ど論を待たない。苟も為政者がこれを法制に摂取したならば、火の燃え上がる如く、水の流れ出る如く、兼愛交利は碍げようも無い天下の勢となるであろう。」人間の心には常に二つの魂の戦いがある。しかし偶に宗教的信仰の固い人、道徳の前にある尊い単純性を持った人は、何の拘泥も無く驀直に光を逐うて進み得るものである。墨子は信じたことを疑うことは無かった。なさんと欲することを実行しかねる人ではなかった。彼は総ての人にこの道徳的単純性を認めた。ただ総ての人が驀直に進むべき大道を知ることは難しい。それを示すは即ち為政者の任務である。法令はこの理想の燈火の高揚であり、大道の指示であり、躊躇逡巡の叱咤鞭撻であり、落伍者、外道者に対する制裁でなければならない。ゆえに彼は兼愛交利の社会の実現が決して困難ならざるを確信するとともに、その実現を見ないのは容すべからざる為政者の怠慢でもあるとした。
墨子は人間社会が愛に依って統治せられ、人人相互にその利益を分かたねばならぬことを確信して疑わなかったから、人間の社会を構成する国家間に戦争なるものの存在することを如何しても是認することはできなかった。墨子に取って、戦争は人間の最も矛盾したかつ不利なものであった。非攻篇に説く。「人の畑の桃李を盗めば罪悪となり、罰せられる。人の犬や豚や雞を盗むこと、牛馬を盗むことはさらに罪悪であり、侵害が大きい。凶器を以て人を殺し、財物を掠奪するに至っては、その罪悪もまた甚だしい。世の識者が不義として排斥するところである。しかるに「他国を侵略する」ことになると、これを肯定し讃美するのはわけが分からない。これ義不義を理解しないのである。義に就いて無知なるがゆえに、ここに戦勝の頌徳文などがあるのである。少しく悪をなせば罪悪とするにも拘らず、大いに悪を行うて他国を侵略すれば、却ってこれを肯定讃美するのは、確かに識者の義の観念が乱れて居ることが分かる。独り道徳的議論から許りではない。実際の利害関係から論じても、一度戦争を起こせば、民間の産業を疲弊させ、莫大の軍事財貨を消費し、人畜の死傷算無く、人民の祭祀は廃れ、その惨状は言うに忍びない。戦勝の名誉などが何の価値あるものではなし、その損害は却って利得よりも大きいこと今更言うを待たない。また戦争を弁護する者は、国家の富強を謀るためには戦争は避くべからざるものである。荊、呉、斉、晋の祖先が始め一国を建設した時は、領土人口ともに微々たるものであった。それが戦勝の功に依って今日是の如き大強国となって居る。ゆえに戦争は国家発展上決して排斥すべきものではないと論ずる。しかし世の中に絶対の利害は無い。如何なる利にも害有れば、如何なる害にも利は有る。要はただその利害の程度の問題である。真に国家の安寧福利を確保せんがためには、如何しても戦争を排斥しなければならない。侵略主義者はよく大禹の三苗征伐、湯王の桀王討伐、武王の紂王放討等を借りてきて、自己の無名の侵略を粉飾しようとする。しかし前記の戦争の如きは大禹や湯王や武王が社会民衆のために止むを得ず天に代わって義兵を起こしたのであって、貪婪たる利己的欲望のために侵略を試みたのと性質を異にする。それは侵略（攻）ではなくて、天誅である。」即ち彼は絶対に戦争否認論者ではない。戦争に攻と誅、換言すれば侵略と制裁とを区別して、侵略を極力否認し排斥する一方、制裁、社会の敵に対する武力的積極手段を肯定して居る。社会改革には二つの手段がある。一つは、偉大なる愛と力との具現者――天の使――聖王が出現して、社会に蔓る群悪侵略主義者を絶滅して、しかる後愛の統治を実現すること。一つは、有徳な君子が奮起して、そして社会改造の倫理道徳を高唱し、社会の人心を道徳的に覚醒せしむると同時に、彼の呪うべき侵略主義者に対しては互いに同盟を策して、その侵略を不可能ならしむることである。さし当たっての急務は、精神的に社会民衆の道徳的自覚を促し、実際上侵略主義者に対する神聖同盟を実現する他はない。墨子は先ず社会民衆に向かって愛の統治を説くとともに、自ら愛を統一の原理とする一家の国体を作り、諸国の主権者に向かって侵略の不義不利を説いて非戦主義を実現せしむべく、自己は勿論弟子を督励して社会に熱烈なる運動を試みたのである。しかるに非戦主義は多数同盟を得るに非ずんば、何等かの方法に依って侵略者の侵略を不能ならしめるだけの準備が要る。武道の達人であって始めて丸腰の工夫ができるのである。平和主義を主張し、侵略主義の罪悪と排斥とを高唱せんがためには、彼に侵略主義者の頭を圧えるだけの矜持が無ければならぬ。何等実際的に無力なる者が力即ち権利主義の勇猛な闘士の許に到って腕力の暴逆なるを説いたところで、それは徒に彼等の反感と軽蔑、乃至は却って暴行沙汰を挑発するに過ぎぬことは、ちょうど学問一辺の小姓が乱暴な家中の若侍を詰責し罵倒するようなものである。墨子は、熱烈なる平和主義兼愛主義宣伝の半面に深く戦術及び兵器に関する技術の研究を重ね、兼愛力行を以て集合せる彼の弟子にさらに武士的訓練を与うることに努力した。この正義の剣の力に依って、苟も無道の侵略を敢えてせんとする諸侯国に対しては、その被侵略国を飽く迄も応援し、侵略をして畢竟不可能ならしめんとした。聖侠子墨子は生涯を捧げて驀直に彼の確信の実行に東奔西走した。筆者はそこにむしろ東洋の特色である尊い道徳的単純味、高貴な精神とこれに伴う至醇至烈な情意との躍動を見る。彼の思想は徹底して功利的であるが、それがほとんど宗教的信仰に近いまでに浄められ高められて居ることは驚くべき事実である。
墨子はその弟子を諸国に派遣し遊説せしむるとともに、自分も身体の続く限り東奔西走した。しかもその間に少しも彼は講学を廃しなかった。魯を中心として斉、衞、宋、楚、古の荊等の諸国を往来した。例えば、大国楚による小国宋への侵略を、楚王に直訴して止めた。このとき、楚の智将公輸子と模擬戦闘を行い、九種類の攻撃を墨子は躱して見せた。この墨子の堅守を墨守という。墨子は依然として平和運動、社会改革に任ずる一処士であった。学び易からざるは常に確乎不抜の信念とこれに伴う純粋な操守とである。次は斉国の魯国圧迫。魯君に相対しては「どうか我が君が上は天を尊び、祭祀を厚くし、人民を愛撫せられ、速やかに四隣の諸侯と礼を尽くされて、そして国民を募って斉に備えられましたならば、斉の圧迫も必ず止むでありましょう。」と説いた。斉の項子牛が魯を侵略しようとしたとき、その大いなる罪過であることを説くとともに、さらに斉王に会見して、「鋭利な刀の不祥を切手が受けるのと同様、領土を侵略し、軍隊を覆滅し、民衆を殺戮する罪は、そもそも誰が被るのですか。」と問い、「私だ。」との答えを引き出している。魯陽の文君も、彼が鄭を侵略しようとしたとき、墨子の痛烈なる争論に遇うた一人であった。彼等は皆自己の掩有する武力の遊戯衝動と戦国的功名心とのために、その内奥の良心の麻痺し、或いは淀んだ人物である。その良心を先ず覚醒せしめ沸騰せしめんとした墨子の努力がある。
墨子の団体で特に領袖の地位に在る者を鉅（巨）子といい、その地位は中々厳しいもので、容易に授受できなかったものらしい。戦国の初、鉅子孟勝という人物が荊の陽城君の親任を受けて城代をして居た。しかるに陽城君は呉起の乱に関係して亡命し、陽城の領地は没収された。孟勝は人から託された領地を没収されては死なねば義理が立たぬと覚悟した。「自分と陽城君とは師友の関係であり、また君臣でもある。自分がもしここで死ななかったならば、今後もはや世人は厳師を求めるにも、良臣を求めるにも、我等墨者に就きはすまい。しからば自分がここに死ぬのは、まさに墨者の「義」を行い、その生命を繋ぐゆえんである。鉅子の位は宋の田襄子に譲ろう。田襄子は賢者である。自分が死ぬとも、決して墨者が世に絶ゆるようなことはない。」孟勝は二人の使者を田襄子の許に遣って鉅子を譲り、それから心静かに自殺した。このとき孟勝に殉死した弟子の数は実に183人の多きに達した。秦の恵王の時、鉅子腹䵍が恵王の尊敬を受けていた。或るとき、腹䵍の独り息子が殺人罪を犯した。恵王は少なからず同情して赦免しようとした。これを辞退。墨者の法として、人を殺す者は死罪、人を傷害したものもそれ相当の刑罰を与うることになって居る。人の殺傷を絶滅するためである。殺傷は国法もこれを厳禁するところであるからには、今もし国王の特赦を受けても、墨者の鉅子たる自分は飽く迄も墨者の法を断行せねばならないというのが彼の決心であった。恵王も止むなく国法に照らしてその子を処刑した。
墨子の社会思想の中で尚お留意すべきものは、その富国論と人口増殖論とである。古来中国の思想家は皆政治と倫理と経済との間に密接な関係を識認して居る。墨子は社会動乱の主因を二つの方面より観察して居る。一は兼愛の欠乏であり、他は生活の不安定である。就中生活の不安脅威は人間の道徳的生活を破壊する。先ず生活の保証――国家の富裕ということが社会政策の必須条件である。如何にして国家民衆の生活を富裕にすべきか。それは労働と簡易生活とに依らねばならない。墨子は安逸な生活を非常に嫌った。人間は常に肉体的にか精神的にか労働しなければならない。安逸は必然に心身の弛緩、情意の堕落を来して、知らず識らず不善を孕むものである。人間には総て分業がある。その各自の職分に朝から晩まで出精しなければならない。労働の思想に伴うものはその簡易生活である。富国の物質的要件は無用の消費を禁ずることと生産力を増進せしめることとである。墨子の観るところ当時の社会には、戦争、富豪貴族の奢侈、音楽、葬喪の礼の四大弊害が行われて居た。また、墨子の人口増殖論は生産力の増進と、無道なる侵略者に対抗すべき国力の充実とにあう。人口の増加は即ち人間の繁栄であり、幸福であるという極めて単純な自然な考えから出たもののように信ぜられる。人口の増加を妨げる諸種の原因六事。晩婚、公租公課の苛重、戦争、殉死、厚葬久喪の害、蓄妾である。
墨子からのち、その思想及び行動に自ら流派が生じた。筆者による綜合では、三派に分けて考えられる。平和主義者、博愛主義者：宋牼、尹文、胡非子派。労働主義者：相里勤、呉侯子派。詭弁派：罟獲、已歯、鄧陵子派。各派の中で、それぞれ領袖たる人が鉅子の位置に就いて、団体の間に規約を制定し、制裁を厳重にし、いわゆる「義」を以て相結んだのである。ただ時勢の変遷とともに、彼等は次第に当初の高遠な理想を離れて、いわゆる侠客風に堕することが多くなったのであろう。天下が一統せられると、彼等の団体は行政整理上甚だ都合が悪い。そこで政府の圧迫が彼等に加えられてきたのである。墨家の思想及び運動が、前漢に於て早く衰滅した理由は次の四大原因に帰する。孟子荀子等の排撃、秦始皇の言論圧迫、董仲舒の学術統一論による武帝の儒教採用と異学派の排斥、公孫弘・張湯等の墨者圧迫。第三、第四の打撃は墨家者流に取って最後の致命傷であった。殊に武帝の元朔元狩の頃宰相公孫弘及び張湯等は政府の権力を以て盛んに墨家者流を捕縛し、追放し、殺戮したものである。官吏では当時好学と義侠とを以て有名であった汲黯、処士では民間に蔚然たる勢力のあった郭解などがその犠牲の主たるものである。

## 第5編の内容
楊朱不人気。ここに筆者の研究に依る彼の思想を紹介する。
楊朱は決して冷酷な打算的利己主義者ではない。彼は確かに非常に感じ易い情熱の人であったに相違ない。普通の者ならば何ともなく済ます世間の矛盾や迷妄に、彼は非常な感動を覚えた人である。彼はこの世相に関して厭世的な情調を催すことが多かった。加うるに宛も彼の際会した時代は春秋の末から戦国の初に当たる。周室の統治権は全く頽廃して、諸侯は四方に割拠し、陰謀譎詐あらゆる人間の悪徳を竭し、人は皆俗悪なる功利的思想のためにその霊性の生活を破滅せしめて顧みぬ有様である。偶々それを救わんとする儒家の説や墨子の説も、或いは徒に外面的規制に拘泥してその魂を失い、或いは美名の下に内容の空疎を思わずして偽善者となる弊風が著しかった。そこで彼はかかる自己欺瞞的、結局は人間の自殺的行為から自覚して、全的生活に帰るために慨然として如上の思想に反抗したのである。人は彼を社会生活の否定者、独善主義者の如く論ずるが、筆者の見るところでは決してそうではない。彼もまた社会生活に於いて大いに感悟するところがあって、この社会を如何にすべきかの問題を熱心に考えたのである。老子は楊子に向かって「お前には慢心がある。他に拮抗せんとする傲岸の気に溢れて居る。それでは世の中が治まるものではない。もっと内に徳を養うて、総てを包容する、所謂「愚」にならねばならぬ」と諭した。彼は情熱に強いあまり、往々にして反抗に燃えた。しかるに反抗は往々両者の意地を煽って、反抗のために反抗を事とするようになり、結局彼もまた全体の通観を失い、部分の捕捉と強調とのために生活の顚倒をきたすこととなる。老子のこの言葉に彼は懼然として退いた。即ち彼は真理の前に極めて柔順であったのである。純一に、無邪気に、端的に、内部的衝動に基づく生命直流の世界を建設すべく、深くその自我に沈潜して往ったのは確かに老子の大いなる感化であると思う。
楊子の根本思想の一は自然に帰れである。彼は当時の社会状態の欠点を以て、人間の本性、自由な自然の状態を遠ざかって、人工的、非自然的に失した点に在ることを痛感した。彼は、人間の本性に対して頗る楽観的な思想を有ち、自然は元来人間を善きもの、幸福なるものに造ったのであるが、それを不自然な社会制度、技巧的な人間の生活のために、こんな惨めな悪いものが現出されて了った。従ってこの状態を改善するには、在来の不自然的技巧的な作為を脱して、人間自然の原始的状態に先ず還らねばならない。彼はこの自然主義的思想に立脚して、快楽説を演繹して往った。人間の最も根本的な衝動、天賦の性、本能は快楽に向けられて居る。快楽を取るは性に順うゆえんである。しかしながら我等の生は個々の快楽に存しない。生を通じて全的に快なる、即ちエピキュリアンのいわゆる快に充てる生活こそ我等の生である。賢者は決してあらゆる快楽を貪るものではない。快楽の追求には自ずから制限がある。制限を超えて快楽を追求すれば、必ず生の破綻を惹起することを免れない。「飽くなきの性は陰陽の蠧」である。また快楽にはそれぞれの質的差別があって、彼の快楽は必ずしも我に快楽では無い。要は常に全的生活に即して本能に順うに在る。これらの思想は明らかに老子の影響を思わせるものである。即ちこの思想は軈て必然的に静的に帰着して来ねばならない。全的生活に即して本能に順う――至楽の境涯とは如何なるものか。快楽は要求の満足に生じ、充たされぬ要求はいつも不快を生じ、これを充すは快である。しかし、快なるものは根本的に不快と関連したものである。不快が根柢に存在し、これが無意識に脅迫するところに快を求めるのである。ゆえにいわゆる快は頗る不純の快と言わざるを得ない。純粋なる快は是の如き半面の不快の予想から脱落したものでなければならない。それは遡っていわゆる快と不快との原因たる欲求そのものをなくし、従ってそれから起こる不快の発生を不可能ならしむるに在る。この快は動的のものではなくて静的のものである。かかる純粋なる快を至楽という。恬澹無欲な心の平静を以て快の最も純粋な高い境地とする。
楊子が自然主義的思想に基づいて、快楽説と並んで主張したものは私有観念の擺脱である。彼は一切万有を自然の事実と観じた。総ての存在は自然の事実なるがゆえに、そこに私有という観念の立つ理由は無い。人は自然に象って五常の徳性を具備して居る万物の最も進化したものである。しかし、爪や牙の如き鋭利な武器なく、敵を防ぐほど丈夫な皮膚もなく、走ることも遅く、寒暑を防ぐ羽も毛もない。是非とも外物を利用してその生を遂げねばならぬ。それは智のお蔭で、腕力の及ぶところではない。ただこの身体も本来我が有ではない。自然の存在である。物もまた我が有ではない。それも我に存在する以上これを排斥する理由はない。身体があって生があり、物有って生も存続するのであるから、自然の存在には何一つ無意義なものはないのである。既に存在する身は全うすべきものではあるが、これを我が有と思ってはならない。物の我に存在するも拒みはせぬが、これを我が有と思ってはならない。もし物と身とを以て我が有とするならば、そは実に自然に反する行為、私竊の行為である。聖人とは是の輩である。これに反して、この身この物を以て自然の存在と観じ、我が身を無身に付し、我が物を無物に付する人はこれを称して至人――至り至れる者とするのである。（列子楊朱篇）私有という観念がすでに人間の自然に対する背反、堕落であると楊子は思惟した。楊朱はかく私という観念を去って、自然に帰ろうとしたために、生死を煩うことなどは彼にとって大いなる迷妄であった。「万物の生存中は各々異なった状態に在るが、死ねば皆同一である。聖賢貴賤も人間の力では如何することもできず、死んで空しくなることもまた人間の力以上の事実である。我という観念に着すればこそ種々な煩悩も生ずるが、一度総てを自然の事実と達観すれば、生も死も賢も愚も貴も賤も、別に彼是言うことはない。生きて居る間だけが問題なので、死後のことは最早論ずるに足りない。（列子楊朱篇）楊子に取って死後の祭祀の問題などは全く念頭に置くに足りなかった。彼は純乎として生死を大自然に附し、その間に主観を挟むまいとするのである。彼に取って主観の働くのは現に生きて居る間だけである。我が生なるものも畢竟自然の一部分なのであるから、我が生も固より自然に従って生きねばならぬ。我が生の「我が」とは何等特別の意味を有たぬ。我が生なるがゆえに、我が勝手に生の準則を立てて、それに従って生きて行こうとするのは、要するに自然の諧調を破るもので、我の破滅である。自然は我に本能を与えて居る。その本能に従って、この生を円満に了するのが即ち自然の道である。そしてその本能は明らかに快に向かって流れて居る。ここに楊子の快楽主義が成立ち、またその快楽主義が現世主義と貶される理由がある。
楊朱自愛説。一切を自然の事実と観て、そこに私有観念を挟むことを排斥した彼は社会の構成もまた自然の事実と観た。社会は個々の人間が相寄り相約して組織したものではない。社会もまた自然が人間を造ることに依って自ら成立せしめた一実在せある。各人は草木と同様に、造物以外何者にも負うものではない。その享けたる生を生きて、本能に従ってその生を了し、至楽の生活――全き快楽の生活をなせば好いのである。各人がその道を誤らぬときは、社会はその間に自ら推移してゆく。何も各人が社会を指導し、これに貢献するに当たらない。また社会が個人の力で左右されるものならともかく、社会の推移は個人の力の能く左右するところではない。楊子は各人の社会奉仕を否定すると同時に、また各人の社会への依存をも排斥した。社会に依存するのは畢竟他人に自己の生活を補助して貰うことである。要するに自己が幾分か他を害うのであるから、そこに自然の秩序が紊れてくる。自然は一つ一つに生を与えて、これをして独立にその生を了せしめるようにしてある。即ち彼はこの社会に於る相互扶助の関係を認めなかったのである。我はただ我独り生きる。それが正しき自然の理法である。ゆえに不徹底な社会奉仕主義、卑劣な功利主義の前には、苟も一毛といえども自己を枉げることはしない。楊子はまた伯成子高のような一種の超人、彼及び彼の徒のいわゆる至人――至至者を立てて居る。その至人の崇拝は、神聖なる無意識の偉人、抱朴的超人を讃美して居る。そして、社会に就いても、かくの如き合自然的自我主義者の包摂に成る社会を予想して、全然人間の社会そのものの存在を否定しては居ない。あらゆる人が皆徹底した合自然的自我主義者となるときこそ、却って人間の世界の嫉妬、反噬、闘争、偽善、その他一切の悪徳消滅して、円満な平和な社会が実現されるであろうと、甚だ漠然たるものであるがとにかく予想して居る。彼はニーチェの如き超人の支配に服する世界ではなくて、各人皆至至者の世界、非支配関係の円満具足なる世界を夢見たのである。我の権威を重んじ、悠々自適の境涯を尊ぶ者は、必然に外界に拘泥する生活――自我の無い生活を排斥する。遁人と順民との説。「人間がいつまでも齷齪して安立を得ない原因は長寿、世間の意向、地位、財貨の4つの欲望である。欲望のために、人は死を恐れ、世間を恐れ、法令を恐れる。これを称して遁人というのである。是の如き人に在っては、その生活を動かす力が外物に在る。これに反して、生死を自然の事実と観れば、何等長寿を羨むことは無い。貴賤の差別を超脱したならば、世間の尊敬を羨むわけも無い。・威張る者が無ければ、固より地位に憧憬れることも無い。また富を貪らなければ、財貨を羨むことも無い。是の如き人はこれを順民と名付ける。相対的立場を離るるがゆえに、生活の中心は内に在る。」遁人とは、自然の道理から逃遁した人間である。順民は自然の道理に順応した人間である。自然に帰る第一歩は本能の正しき意義の自覚である。それを極めて彼は誇張して、本能的生活の極端なる場合を反動的に推称した。春秋末から戦国へかけての乱脈な非人道的時代に出でて、精神の低級な、心情の野卑な、動機の不純な功利主義、無自覚で固陋な外面的道徳の蔓延に痛烈な反感を懐いて、自我の価値と権威とを恢復しようとしたのである。ただその叛逆的精神の情熱と、厭世思想のために極端に走った議論が、予想外の誤解と――彼はそうなることを予想していた――痛烈な攻撃とを生じた。

## 第6編の内容
聖人は晏然として体逝して終る。筆者の母の死は筆者に生死の消息に関する真実な人格的要求を触発させてくれた。その際に今まで親しんで居た荘子の死生観が改めて犇々と筆者の胸に湧き上がってきた。本篇執筆の由来である。
荘子は誤解されて居る。決して冷徹な理智一辺の人ではなくして、反対に偉大な情熱の人であった。彼の文章の奔放で難解なこともつまりはこの情熱のゆえである。豊富な想像力と、人生に対する鋭敏な感触とを有った南国の天才であった。天才の思想内容には、凡人の容易に参ずるを得ぬ特殊性を多分に含む。この特殊性は元来最も解釈し難いものであるが、荘子はその天才的思想を表現するに、彼の熾烈な情熱を以て直に他の心に向かって焼き付けようとした。彼の思想に厭世観があるというのはそれは真実である。その厭世観は俗に解する如き情意の惰弱に基づく歔欷ではなくて、理想に照らしての現実否定、現実を浄化し向上せしめんとする叱咤である。真の厭世観は道徳的向上の枢機である。小我を脱却して、大我――天と合致した人はこれを真人という。生けるだけ生きようとか、死にたいとか、死にたくないとか考えるのは、心を以て道を捐てるもの、或いは人を以て天に干渉（助ける）するものである。我に在って生々の理の行わるる間、即ち我は生きる。我に於て生々の理の息むとき、即ち我は死ぬ。死生は天地の運行の一部である。そこに何の喜憂があろうか。「聖人は晏然として体逝して終る。」つまり人間に生死が苦悩の種であることは、一に人間の我執に因る。我執を排脱せぬ限りは、生死の間に不可解な恐怖と暗黒との難関が横たわる。一度我執を脱却して、我と宇宙との関係を認識し、親ら宇宙の正しき位置に就き、宇宙の流に随順すれば、もはや生死というが如き問題はなくなる。我が生死を観ること晝夜の運行に等しい。即ち我という実在の小中心を宇宙という大中心に合一せしめるのである。彼に随えば万物は実在の無限の分化発展である。この意義の看得すれば万物は総て平等に存在の意義を有して居ることが分かる。彼を善しとし、これを悪しとするは、要するに人間の感覚の迷妄に過ぎぬ。本来唯一者の変化なる点に於て同一である。荘周夢に胡蝶となる。ひらひらと楽しげに舞うところ飽く迄胡蝶である。俄かに眼が覚めると、こはむくつけき周である。分からぬ、分からぬ。胡蝶の夢に周となるか。周の夢に胡蝶となるか。是れ全く造化の妙趣である。

## 第7編の内容
国家の強弱は一に国法の如何に依るものである。諸王諸公が死んで国家の滅亡する理由は、官吏が国家を治めるのではなくて、却って国家を乱すからである。国法を等閑に附して、我が儘を行うからである。官吏の私曲を去り、国法を確保したならば、人民の安寧を保ち、国家は平和である。官吏の私行を去って国法を公明に施行したならば、士気も上がり、敵を圧倒することもできる。政治の得失を明らかにし、法制の頭脳ある者を政府の首班に置けば、政績を晦ますこともできない。情勢に通じ、機宜を誤らぬ者を外交の衝に当たらせれば、天下の形勢を誤ることも無い。今もし衆評を以て人間を抜擢すれば、臣下は上を離れて私党を作り、巧に輿論を構成する。党派の中から官吏を任用すれば、党勢の拡張に走って、国法を無視する。こうなれば少数の正義派は多数の反対派のために圧倒せられ、群下は挙って権力家の下に集まり、君主を忘れ、如何に政府に官僚が揃っても、国家のために存するのではなくて、私人のために動くに過ぎなくなる。君主は即ち食客同様である。これを称して亡国の廷には人無しという。政府に百官の備わらぬ意味ではない。国家の官吏が無いことをいう。官吏が私の利益を謀って国家の為を思わず、大臣相互に庇護して君主を無視し、屬僚党派に走って官吏の職責を尽くさぬその原因は主として君主が国法を重んぜず、臣下の自由裁量のままに放任して置くところに伏在するのである。明主は法を重んじ、万事国法に照らして処断せねばならぬ。官吏を任用するにも自由採用を行わずして、必ず法定の資格あるものを採る。賞罰も政績の如何に依り法に随って信賞必罰する。しからば官吏は皆法の前に赤裸々な姿を現ずるのである。君主はただその法の運用を司れば好い。百般の行政を親裁専行せんとするは国政紊乱の原因である。
国家紊乱のもと大官の腐敗、官民の謬想、学者の迂論。智術の士は識見が遠大で洞察力に富む。能法の士は必ず硬骨で権威に怖れない。飽く迄も真直である。重人というべきものがあって、君主の命令も無いのに勝手な政法を行い、国法を破って私利を貪り、国力を消耗して自家の腹を肥やし、巧に君主を操縦して行く。智術の士が挙用されては、彼は洞察力に富むがゆえに自己の暗い所を照らす愁いがある。能法の士が任用されては、硬骨なる彼は自己の姦曲をそのままに看過せぬ怖れがある。そこで重人と智術能法の士とは如何しても相容れぬ仇敵である。しかるに重人には4つの援助がある。国外に於ける名声、官吏の阿附、君主の近臣の庇護、学者の昵近である。ところが智術能法の人材には5つの不利がある。上に疎遠なる身を以て親近者に対抗せねばならぬこと、新参の身で故旧に対抗せねばならぬこと、苦言を以て甘言に対抗せねばならぬこと、低い身分を以て権力者と対抗せねばならぬこと、少数を以て多数に対抗せねばならぬこと。そこでこの分でゆけば君主と人材とは益々離間されて、結局国家は滅亡より他にない。世間の謬想も秩序を紊す。人民には役にも立たぬ悪い人間と、有用で善良な人間との2種類がある。世間はその善良有用な人間を軽んじて、無用有害な人間を尊敬する。学者の愚論は最も事を誤り易い。現今の時代に堯舜禹湯文武の道を実現しようと言うのは常に新聖嘲笑の的といわねばならぬ。ゆえに聖人は太古を頼まず、旧慣を墨守せず、時勢の変遷に応じて適宜な処置を採るものである。
利害観念は人間に根本的なものである。まして親子以外の関係の者に利を言うなと教えるのはあまりに人性を解せざる説である。また国家は愛や仁義で現実に治まるものではない。仁義や雄弁は国家を維持するに足りない。古と今とは時勢を異にする。随って政策も同一ではいけない。間緩い政策で切羽詰まった時代の民を治めてゆこうとするのは、轡も鞭も無しで駻馬を御そうとすると同じ無知である。且つ民は固より権力に服従するもので、義に懐く者は少ない。民は固より権力に附き、権力は最も容易に人を服従させることができる。民は愛には増長するが、威力には服従するものである。明主はこの理を知って、故ら恩愛の心を養わずして権力を加えんとする。しからずんば天下は治まらない。即ち君主は慕われるより、畏れられねばならぬ。
学者はまた言う法を軽くせよと。しかしそれは畢竟国政の紊乱に帰する。国家に何がゆえに恩賞と刑罰とがあるのか。要するに国家に取って望ましきことを助長し、国家に取りて排斥すべき事を禁ずるためである。賞厚ければ助長の効も速く、罰重ければ禁止の数も著しい。元来利を望む者は当然害を悪む。利と害とは両立することのできないものである。治と乱との関係もこれと異ならない。治を欲する者は必ず乱を悪む。しかるに今刑を軽くせよと言うは、乱をそれほど悪むなと言うに異ならない。明主の法は社会生活の準拠を明示するのである。要はその犯罪者を刑に処することに依って、一層痛切に社会を覚醒することにある。即ち刑罰は社会防衛のための手段である。功を賞することも同様の理に依って類推される。ゆえに社会生活を十全にせんと思えば思うほど、刑罰は益々厳重なるべきである。しからずして徒に刑を軽くせよというは刑罰の目的を解せざる愚論である。明王の政治は、時期に応じそれぞれ租税を徴収して貧富の懸隔を緩和し、爵禄を厚くして人材を洩らさず、刑罰を重くして社会の罪悪を除き、人民に自己の労力を以て富を作り、自己の成績で地位を高め、苟も他の慈悲恩恵を希望するような弱者たらしめざることを目的とするものである。
君主は対象たる臣下を赤裸々に活かすことによって自ら全うすることができる。愛や憎しみやその外様々な感情意欲を以て臣下に対せずに、虚明な正智の眼を開いて、黙してその対象を観る（betrachtenの意）ことである。君主は第一に臣下の真相を把握して、自己を動かす如く彼等を動かさねばならない。臣僚には二つの責任がある。「言の責任」と「不言の責任」とである。言の責任とは主義と実績とが一致せねばならぬことを云う。不言の責任とは主張すべきことを主張せざることの責である。臣僚が主張すべきことを主張せざるときはこれを罰すべく、また主張が実績に過ぐるときもまた罰せねばならぬ。主張と実績と一致して始めて褒賞に値する。人主の患は人を信ずるに在る。人を信ずれば、即ちその人に制せられるのである。非常に深くその子を信じてもいけない。その妻を大いに信じてもいけない。しかしながら人主の患はまた人を信ぜざるにもある。要するに私心を動かすことが君主の禁物である。君主はいわゆる「寂乎としてそれ位なくして處り、漻乎としてその所を得る能わざる」ようでなければならない。

## 第8編の内容
白楽天は要するに凡人であった。俗人であった。別に絶倫な精力も、峻烈な意気も、驚嘆すべき実際的手腕も無かった。彼の志は高遠であるが、不幸にしてその直接実現の手段を欠いて居た。専ら詩に依って社会の真相を詠う他は無かった。この点では確かに前代の杜甫とともに大なる功績があった。民衆詩人、社会詩人であったから、あまり高い仙調は無かった。彼は飽く迄も地上の詩人であった。地上の一切の出来事を純な情緒と深い思念とを以て観察し、美しく素直に歌うたのである。その詩は「情致曲尽して、悉く人の肝脾に入る」ところに、声名と同時に批難とがあるのである。彼の一生の鳥瞰図を示そう。唐の内政腐敗の時代に乱離と不安との世に、白楽天はその少年時代を過ごした。非常な苦学をしたらしい。父は地方官。転勤が多く落ち着きのない生活の中、或る時は一家兄弟「五処に離散して、明月に涕いた」こともあった。15、6の時進士に登第することを志し、27で進士に、804年（貞元20年）、33歳で官界に歩を入れた。母、弟、姪らとともに長安郊外渭水の畔に家庭を持った。官職は秘書省の校書係であったので、時折都に出勤すればそれで済んだ。勤めの都合により都に移る。馬一頭と二人の下僕を使って、なおあまるほどの月給は貰えた。この頃から文名が世間に出る。30半ばで妻帯せず。ほどなく相当の年配の婦人と結婚。35歳の冬、高等試験に及第して盩厔に赴任した。陳鴻や王質夫と交友。仙遊寺に遊び、長恨歌ができ、詩名は忽ち長安の詩壇を騒がすに至った。翌年進士の試験委員になり、その秋ついに翰林学士となる。37の4月末には、憲宗皇帝により抜擢されて、諫官に挙げられた。「凡そ諫官の職分は、法令の施行、事業の企画に際して、時代の要求に妥当ならず、公益に適合せざるもの有るとき、或いは上書し、或いは廷諍すべきものであって、その選甚だ厳かに、その秩禄は寧ろ卑しかるべきものである。」「すでに位置も未だ惜しむに足りぬ。ここに於て苟も規諫を忽諸に附せず、朝廷の得失、天下の利害悉くこれを審議し批判しないでは舍かない。これこそ即ち諫官制度の本旨である。」彼は諫官の職を一種の名誉職と断定したのである。秩禄を主としないで、専ら直言を立てしむべき、特に道徳的なる行政機関としたのである。呉元済の叛乱以前、白楽天は三年の定限尽きて諫官の地位を去り、次いで母の死に会うて、渭水の村に退官した。貧乏に還らねばならなかった。このとき弟は病に罹り、一人娘が三歳で没くなってしまった。飲酒に走った。鬱すると渭水へ魚釣に出かけた。43の冬、太子の傅育官に就職し、その時ちょうど叛乱となったのである。815年（元和10年）6月、宰相武元衡暗殺さる。白楽天はこの人物を推重していたため痛憤止るかたなく、司法権の発動を上書した。この上奏が諫官御史等を差し置いた行為であったため、その不法不敬は批難の的となり、江州の司馬に左遷された。44の秋、九江の地に赴いた。司馬は閑職。江州は匡廬の山を左にし、潯陽江を右にして、天下の風景の粋ともいわれる処である。自然は確かに傷つける魂に新たなる力と生命とを与える。彼はここで心ゆくまで自然の情調に浸り、その推移を観じた。この間幸いにして政府は武元衡の刺された後、裴度が代わって討伐を決行した。叛臣呉元済は惨敗して斬られた。楽天も江州草堂に3年の春を迎えて、新たに忠州の刺史に任ぜられた。穆宗皇帝の世になって、楽天は六年ぶりに都に召喚されて中書舎人に上った。しかし穆宗は頗る暗君。上奏諷諫に何等の功無く、杭州刺史となり中央政府を去る。次に蘇州の刺史に。杭州蘇州移動の間に一寸東都に還り、老後の生活のために17畝許りの屋敷を買った。そののち、刑部の侍郎、河南の尹を務め、益々自由な生活を求めた。杭州の刺史をやめたとき、彼は天竺石一つと鶴二羽とを得た。蘇州から帰ったときは、太湖の石や、白蓮、折腰菱、それから青版の舫を持ってきた。刑部侍郎をやめたときには飯米も蓄えられた。池中の三島に径を通じ、反橋を架け、池の環りにも路をつけて、その鶴を放ち、白蓮や折腰菱を種え、青版舫を浮かべたりして楽しんだ。彼の風流な友達は彼に色々な贈り物をした。潁川の陳孝山は酒を贈り、博陵の崔晦叔は琴を贈った。また蜀客の姜発は彼に秋思の曲を教えてくれた。宏農の楊貞一は散策の腰を下ろすように、長方形で滑らかな三つの青石を譲った。彼はほとんど池を中心にその静かな悦びの生活を送った。――凡そ三任（杭州、蘇州、刑部侍郎）の得るところ、四人の与うるところ、および我が不才の身と、今率うて池中の物となる――と言った。そして水香しく蓮花の開く旦、露清く鶴唳く夕、楊貞一の青石に坐って、陳孝山の酒を酌み、崔晦叔の琴を弾いて、姜発の曲を歌い、世間の事は何も考えなかった。或いは召使とともに飲み且つ歌うた。それにこの頃すでに樊素と小蛮との二美人が彼に侍して居た。彼は幾つになっても青年のような純な情緒を持っていた人である。樊素は中でも楊柳枝の曲に巧なために楊枝といわれていたほど、歌にもまた舞にも達者な女であった。楊枝は十年あまりも、彼のために詩であり、熱であり、光であった。しかしながら、ある人格、殊に東洋的人格に於ては、如何なる恋愛も、芸術的陶酔も、紛らすことのできないある寂しさと空虚とがある。それは自ら自らの内界に沈潜することに依ってのみ僅かに慰めることができる。彼は詩と酒と愛とに陶酔する半面に、また肉を絶ち、独坐して、瞑想し調息せざるを得なかった。東洋の人格によく見受けられる心憎い安立（Ruhe）はこの静坐と沈黙とに最もよく養われる。67の時、彼は酔吟先生伝を作って言っている。「姓字も郷里も官爵も忘れて」酔吟先生と号した。しかし、翌年愛馬「駱」を手放し、愛人の楊枝とも別離せねばならなかった。70古稀にして官累を去った。香山に居を卜して、自らも香山居士と号し、白衣を纏い、鳩杖を曳き、石壁を遮る乱藤や、雲林を護る絶澗に逍遥して楽しんだ。彼は佛書を読み、禅僧と遊び、偈頌を作る宗教芸術的陶酔に依って塵事を忘るることに大いなる愉快を感じたのである。彼の穏やかな温かい性情は常にほのぼのと地を暖めていた。地上の如何なる嘆きも争いも、彼の胸の奥底まで撹して、その正念（Ruhe）を失わすことはなかった。そしてその慕わしい性情が醜く凄ましい政界より、静けく遥かな境、例えば渭水の畔の楡柳の家や、香爐峯の麓の草堂のように、また無礙で自由な、何物をも有たぬ禅僧の心地を愛せしめたのである。白楽天は禅僧と遊ぶのが好きであった。76年、東都履道里の私第で永眠。道に遊ぶ童も彼の長恨歌を誦し、胡人も彼の琵琶行を吟じた。人として何の奇も無かったことは確かである。後世その詩とともに白俗といわれている。それでいて不思議に一種懐かしい人格であることもまた確かである。それは彼が我々と同じような気分や生活を続けながら、その底に自ら床しい安立（Ruhe）を得ていた所為であろう。そこに我々の大いに学ばねばならぬところがある。これ筆者が彼を敬慕すべき凡人という所以である。

## 第9編の内容
性に任せて逍遥し、縁に随って放曠す。ただ凡心を尽くすのみ、別に勝解無し。我を以て之を観るに、凡心作る処、勝解卓然たり。東坡は確かに天才であった。恐らくその頭脳の俊敏なことにかけては、宋代を通じて彼の右に出づる者はあるまい。哲学に宗教に文芸に行くとして通ぜざるなし、そしてその研究の対象を容易に内面的に把握すると同時に、またこれを表現し再造するにも霊活な手腕を有って居た。しかも内界の経験を表現するに当たっては、その驚くべき綜合力と統一力とに依って偉大なる創造を試みた。雄弁家であり、思想家であり、芸術家であった。しかしそれは彼の与えられた問題である。私たちに取って彼の天稟は本質的な問題ではない。筆者が親しみ、説こうとするのは、生涯に於ける比類なき数奇な運命と、その艱難流離の辛い試練を凌いで、歩一歩開拓して往った驚嘆すべき人格的努力と、その心の国の山水とである。東坡は、先ず至純の情緒の持ち主であった。鋭敏な意識は善悪美醜に感ずること極めて強く、またその感じを周囲の関係から空しく葬ることが中々できない性質の人であった。飽く迄天真で非妥協的であった。自己の往かんと欲する所に敢然として往き、自己の言わんと欲する所を堂々と発表した。
1078年（元豊元年）正月24日、建安の章質夫の請に任せて書いた思堂記に「余は天下の思慮なきものなり。事に遇えば即ち発し、思うに暇あらず。未だ発せざるに之を思うも則ち未だ至らず。すでに発して之を思えば則ち及ぶなし。これを以て終身思う所を知らず。言、心に発して口を衝く、之を吐けば人に逆らい、之を茄えば余に逆らう。おもえらく寧ろ人に逆らわんと。ゆえに卒に之を吐く。」という。面目躍如。東坡が寧ろ人に逆らわんといったのは決して推譲謙遜の徳を欠いた言い草ではない。飽く迄も非妥協的な精神の宣言である。熾烈な非妥協的精神、独往の勇気が遂に彼の公生涯をして比類なき艱険なものたらしめた。三度の大いなる衝突を惹起して居る。第1は王安石一派の新法党との衝突、第2は司馬光等の元祐改革派との衝突、第3は程伊川及びその洛党と彼及び彼の蜀党との衝突である。第1、第2は畢竟法政に関する思想の差違に基づくものであった。第3は両者の性情の相容れなかったことが根本的の原因である。第1は入獄と次いで黄州への流謫に会った。第2は南方惠州に貶謫。第3は海南島に流謫。66歳の夏、免されて都に還る途中に長逝。彼は黄州に来て、謫居生活をするに及び、熟々と考えた。幾ら「道」とは何ぞや、「性」とは何ぞや等の問題を考察しても、それが論理の遊戯である限り、自己の人格には何等の進歩もない。自分に今緊切な問題は、この浮ついた気分を如何するか。この自堕落な習慣を如何するかの二点である。現在の如き自堕落な習慣から脱却し、更に深き沈潜の心を得て、始めて自分は真に道に進むことができる。このプロセスを抽きにして焦って見たところで、結局何にもならないことは知れ切って居る。そこで彼はこのプロセスに成功するために、州の安国寺で始終坐禅を行じた。また道教のいわゆる養生の法も講じた。1083年（元豊6年）3月25日、彼は弟である子由に書を寄せていう。「性に任せて逍遥し、縁に随って放曠す。ただ凡心を尽くすのみ、別に勝解無し。我を以て之を観るに、凡心作る処、勝解卓然たり。ただこの勝解、有無に属せず。言語に通ぜず。ゆえに祖師人に教うるここに至って便ち止まる。眼翳尽くるが如し。眼自ら明あり。医師ただ翳を除く薬あるのみ。何ぞかつて明を求むる薬あらん。明もし求むべくんば、即ちまたこれ翳なり。固より明中翳を求むべからず。即ち翳外明無しと言うべからず。世の昧き者は便ち頽然知なきを以て認めて佛地となす。もし此の如き是れ佛ならば、猫児狗児の飽くを得て熟睡し、腹搖き鼻息し、土木と同じきもの、恁麼のときに当たりては一毫の思念なしというべし。あに猫狗すでに佛地に入れりというか。ゆえにおよそ学ぶ者は妄を観じて愛を除き、粗より細に及び、念々忘ぜずんば、会作一日住する所無きを得ん。弟我に教うる所の者、是れ此の如きや否や。」沈潜の心なり。66歳の7月28日、最期のとき、「先生ほどのお方が臨終の際にご辞世がないとは。」「そんなことをするのは偽です。」偉大な人格の示現である。

## 第10編の内容
一高の旧寮に居た頃。ある秋の夜ドイツ語の勉強にも飽いて、古書でも漁って見ようと校庭を横切って図書館に来た。漢籍のカードをぱたりと繰ると、真っ先に湛然居士集というのが出た。湛然居士とは誰ぞや。知らぬ号なり。書名の下の著者の名を火影に透して覗くと、イタリックで元、耶律楚材と書いてあった。さてはあの蒙古の大宰相のことかと知ると、忽ち筆者は言うに言えぬ一種心の慄きを覚えて、早速閲覧紙に書名や函号を認めて、やがて係員が持って来た四冊の古めかしい茶色の書物を引奪くるように受け取って閲覧室の隅に逃れた。一番上に在った巻を開いて見た。蒲華城にて萬松老人を夢むという詩題が眼に映った。「かつて活句に参してほとんど青眼、未だ生きて侯たるを得ずすでに白頭。」これを読んだ刹那、筆者は意外な感動を覚えた。案に相違して何だか敬虔な求道者の様である。
耶律楚材は祖父の時代から金朝に事えて居た。元来耶律家は遼の王族であったが、遼の滅亡後金に仕えたものである。幼少の頃から儒学を修め、天稟の偉才は早く衆人歎賞の的であった。20
のとき官吏の試験にも登第した。もはや章宗の終わり。その頃の貴族官吏の生活は極めて頽廃的のものであったが、独り流俗から離れて、絶えず深い思念を潜めて中国哲学を研究し、偏に自家の心田を開拓する工夫に余念も無かった。自ずから中国哲学より入って宗教の門に近づいた。一人甘露の法水を与えてくれる人があった。広寧門外の聖安寺に居った澄禅師である。「果たして今度こそは本分の一大事に逢着せられたと見える。今より去って萬松の門を叩かれよ。」三年の修行。彼が湛然と号する所以は萬松の法泉より出た。湛然と称するとき、人は自ら心の奥のルーエ（Ruhe）を思うであろう。時空を超えたあの山中の湖のような蒼く秘めやかに拡ごる魂の静けさを思うであろう。それこそ彼の愛し求むる魂の故郷である。萬松老人の筆にある。「湛然は大いにその心を会して精究神に入り、盡く先入観念を棄てて了って、寒暑を冐し、昼夜と無く、勇猛に精進すること三年、盡くその道を得た。」
1211年、元の太祖チンギスカーンは金征伐に起った。1215年中都燕京を占領。楚材を招見。遂に彼は太祖に随うて中原を去らねばならなくなった。遥かに胡沙に向かう。荒涼たる広野を横ぎって陰山を越える。1227年太祖は西夏を征服したのち、金を滅ぼすべく中原に向かう途中病没。太祖の4人の子の中で三男のオゴタイを後継とすることは生前太祖楚材で協議済みであった。オゴタイ太宗となる。楚材これに仕える。1241年秋、太宗は楚材の諌止を聴かず病を押して狩に赴いたのが原因で、56歳で行宮に崩じた。太宗崩じて3年、楚材55歳にて死去。単に大政治家とするならば、彼は寂しく頭を振るだろう。まことに敬虔なる道者であった。

## 第11編の内容
俺はやはり江東の一詩人で居るのだ。「家を水辺に移してから　水鳥と親しくなった　僻地のお蔭で懶けて居れる　村の寂れも却って俺の貧に適わしい　弁当提げた百姓女に犬が随いてゆく　暁に耕せる農夫を雞は喚んでいる　平和な春だ　俺は何の愁も無くて　静かにこのまま老いて行きたい。」「渾沌既に死して一萬年　独り大樸を抱いて存う。」高啓、号は青邱。明一代の天才詩人であったが、彼に老後は無かった。彼の知人の魏観が蘇州の長官になってきて、昔の張士誠の城跡に手を入れて役所を移し、その落成の際青邱が上梁文を書いたのが原因で、猜疑深い惨酷な太祖のために魏観の処刑と同時に腰斬された。年は僅かに39であった。

## 第12編の内容
神明は則ち日の升るが如く　身体は則ち鼎の鎮するが如し。曽国藩は日本の時代で言えば11代将軍家斉の享和年間から明治の始（5年）まで、即ち清朝末期に現れた古今の偉人である。大抵は曽国藩といえば長髪賊の平定に大功有った武人ぐらいにしか知られて居ないが、彼は生粋の武人ではなくて、本来は文官、それも敬虔な学者であった。彼は何よりも先ず至醇の情緒――至誠の人格を具えていた。東洋には清濁併せ呑むといったような包容の大きな人物が少なくないことはその一つの特徴のようにも思われる。ただそれらの人物は大抵先天的にかかる資質を与えられて、修為工夫の力に待つことが割合薄く、言わば自然法爾の相に出づるものが多いのに反して、曽国藩は徹頭徹尾工夫の人であった。その人物の根幹を養ったのは朱子学であった。生涯の工夫を約言すれば一「敬」字に帰した。彼の心境を説いて、「清明躬に在り、日の升るが如く」でなければならぬとした。1842年（道光22年）11月、日記に「誠」を解釈して、「人間は中が虚しければ、決して一物に著するものでなく、よく真実無妄である。」といって居る。死ぬ前年1871年（同治10年）61歳の年、金陵に於ける日記の中に「独を慎めば則ち心安し。」「敬を主とすれば則ち身強し。」と記して居る。こういうことは実際問題として固より容易なことではない。我々が暮らしてゆく一日一日を実際により好くして行くことの他に道徳も宗教も無いのである。彼は独り自己ばかりでなく、人と交わるにも深く道徳的に相誘掖した。国家に対しても彼は一大改革論者であったが、滅亡を荷える清朝はもはや彼の改革論を容れる生命を有たなかった。しかし彼の兄弟友人はどれだけ彼のために済われたか知れない。

## 評価
- 1921年（大正10年）の本書出版は、出版元の玄黄社主人鶴田久作の肝煎りによる。安岡の「日本及日本人」「帝国文学」等に執筆している論文を読んで感動し、自ら招いて会見。出版を勧めて実現した[3]。